# Distrito de Bagalkot
Bagalkot (en canarés; ಬಾಗಲಕೋಟೆ ) es un distrito de India, en el estado de Karnataka . 
Comprende una superficie de 6 575 km².
El centro administrativo es la ciudad de Bagalkot.

## Demografía
Según censo 2011 contaba con una población total de 1 890 826 habitantes.

## Localidades
- Guledgudda